# 밤의 카페 테라스
밤의 카페 테라스(Café Terrace at Night)는 1888년 빈센트 반 고흐가 그린 그림이다. 반 고흐는 1888년 9월 중순에 프랑스 아를에서 그림을 그렸다. 그림에는 서명이 없지만 설명하고 언급했다. 현재 크뢸러 뮐러 미술관에 전시되어 있다.
아를의 포룸 광장(Place du Forum)의 북동쪽에서 그가 그린 그림의 배경을 직접 볼 수 있다. 지금 현재 장소는 반 고흐의 그림 재현을 위하여 1990년~1991년 재단장되었다. 아를은 현재 있는 도시이다.